# 長崎蓬洲
長崎 蓬洲（ながさき ほうしゅう）は江戸時代中期の蘭方医。姓は橘氏、名は寿、字は莱福、医号は玄周、元貞、玄庭。越中国高岡の町医長崎家4代目。

## 生涯
明和2年（1765年）9月11日または12日、富山藩町奉行吉川唯右衛門敬明の次男として生まれた。幼名は橘（吉）五郎。安永2年（1773年）藩士林九郎左衛門忠義と高岡町医長崎玄貞から同時に養子の誘いを受たが、安永3年（1774年）医学を選んで長崎玄貞養子となり、安永4年（1775年）6月高岡に移り、玄周と号した。安永5年（1776年）松田李安山に「大成論」「十四経」等を学んだ。
天明4年（1784年）京都に留学し、新町通下立売上ル楢林由仙に外科、新町通中立売山田清次郎省斎に「論語」「孟子」「詩経」「近思録」等を学んだ。仁和寺臣某の病を治して深仁入道親王に拝謁を許され、10月5日法橋となり、元貞と称した。
天明6年（1786年）秋、二上山慈尊院で窃盗を行い負傷した小僧を藩に許可なく治療したとして罰せられた。文政2年（1819年）浩斎に家督を譲った。
文政10年（1827年）8月23日舌痱（脳器質性機能障害か）を患い、文政12年（1829年）4月山中温泉に療養するも、10月16日身体不自由となり、12月9日朝死去した。法名は釈純敬信士。

## 著書
- 『蓬洲随筆』
- 『辛亥日記』
- 『解体略図』 - 吉川敬周に描かせた。

## 家族
- 実父：吉川唯右衛門敬明 - 富山藩士[1]。知識欲の強い人物で、蓬洲の医学修学の一助として、天明8年（1788年）3月1日処方集『寥山翁方集』（内題『救民要薬集』）を編集した[3]。
  - 兄：吉川勘右衛門[1]
  - 弟：林東馬 - 林九郎左衛門忠義養子。寛政12年（1800年）病死[1]。
- 養父：長崎玄貞 - 高岡町医[1]。
- 先妻：理宇 - 長崎玄貞娘。不仲により離婚し、黒川村西方寺に嫁いだ[1]。
- 妾[2]
  - 長男：吉川孫三 - 寛政5年（1793年）[1]または寛政6年（1794年）生[2]。幼名は玄太郎。吉川勘右衛門養子となる。
- 後妻：ゆり - 小馬出町室屋宗兵衛妹。明和4年（1767年）生、文政13年（1830年）9月18日没。後妻を木町能登屋某娘むらとする史料もある[2]。
  - 次男：敬二郎 - 夭逝[2]。
  - 次男：長崎浩斎 - 寛政11年（1799年）生。幼名は哲次郎[1]。
  - 長女：虎 - 享和3年（1803年）4月2日[1]または11日[2]生。文化14年（1817年）春佐渡養順に嫁ぐ[2]。